# Corinne van Egeraat
Corinne Trudie Gerrie van Egeraat (1966) is een Nederlands actrice en filmproducent.
Tussen 1994 en 1995 was Van Egeraat te zien in de dagelijkse soapserie Goede tijden, slechte tijden waar zij de rol van Iris speelde. Van 1996 tot 1997 speelde Van Egeraat de rol van Julia Fontaine in Onderweg naar Morgen. Van Egeraat richtte in 2000 een eigen documentaireproduktiebedrijf op en maakte twee low budget documentaires ‘Lord of the Jungle’ en ‘Cowboys in Kosovo'. Ook richtte ze samen met actrice Cindy Pielstroom in 2003 een internetplatform op wat aandacht schenkt aan hongerproblemen in de wereld. 
Tijdens het Nederlands Film Festival van 2004 won ze de NFTVM Award voor beste nieuwe film en televisie maker. In 2007 ging op het IDFA haar eerste lange documentaire in première; 'Micha Klein, Speeding on the Virtual Highway'. Op hetzelfde festival ging in 2008 haar volgende productie 'Bridging the Gap' in première. Vorig jaar blogde en filmde ze op HollandDoc DocBlog Dislocated, my life away from home. 